# Pisanite
La pisanite, detta anche cupro-melanterite è un minerale o cuproferrite, è un solfato eptaidrato di ferro e rame con formula chimica (Fe,Cu)SO4·7(H2O).

## Etimologia e storia
Il nome del minerale è stato scelto in onore del mineralogista francese Félix Pisani (1831-1920) a cui nel 1860 fu intitolato da Gustav Adolph Kenngott.

## Abito cristallino
I cristalli sono rari ma solitamente semplici nell'aspetto e pseudo-romboedrici.

## Origine e giacitura
La genesi è secondaria, pressoché identica a quella della melanterite: si forma nelle parti ossidate dei giacimenti che contengono solfuri di ferro ed è abbondante nelle zone prive di umidità e desertiche perché è solubile in acqua e teme l'umidità.
La paragenesi è con melanterite, alotrichite, pirrotite.
In Italia la pisanite è stata trovata nella miniera di Libiola, a Sestri Levante,; sull'isola di Vulcano (isole Eolie, in Sicilia); infine a Capoliveri, Porto Azzurro e Gambassi Terme (in Toscana)
Il minerale è stato trovato anche in diversi altri Paesi sparsi per il mondo: Villefranche-sur-Saône e Gard (in Francia); a Pyhäjärvi in Finlandia; a Calama in Cile; a Bayannur in Mongolia (Cina); a Leonberg, Arnsberg e in Sassonia centrale in Germania; a Recsk e nel distretto di Szob in Ungheria, oltre che in molti siti degli Stati Uniti.

## Forma in cui si presenta in natura
Si presenta in cristalli, aggregati stalattitici, efflorescenze e incrostazioni concrezionate di colore blu-verde o verde bottiglia.